# Мурочи (село)
Мурочи — упразднённое село в Кяхтинском районе Бурятии. Входило в сельское поселение «Зарянское». Исключено из учётных данных в 2010 году.

## География
Располагалось у острова Рытвино образованного руслом реки Чикой и протокой Степной, в 12,5 км к юго-западу от центра сельского поселения, села Унгуркуй, и в 58 км к востоку от районного центра — города Кяхта. У региональной автодороги Р441 Мухоршибирь — Бичура — Кяхта.

## История
По данным на 1925 год село Мурочи состояло из 54 хозяйств. В административном отношении являлось центром Мурочинского сельсовета Троицкосавского аймака Бурят-Монгольской АССР.

## Население
| 2002 |
| ---- |
| 0    |

В 1925 году в селе проживало 283 человека (153 мужчины и 130 женщин), русские — 100 %.